# Henry Browne Blackwell
Henry Browne Blackwell, ou Henry Brown Blackwell (4 mai 1825 ; 7 septembre 1909) est un militant américain des réformes sociales et économiques. Il fut l'un des fondateurs du Parti républicain et de l'Association Américaine pour le Suffrage des Femmes. Il est le frère de Elizabeth et Emily Blackwell. il est également le mari de Lucy Stone avec laquelle il publie le Woman's Journal, un journal pour les suffragettes édité à Boston, en 1873.